# NASCAR Winston Cup 1988
De NASCAR Winston Cup 1988 was het 40e seizoen van het belangrijkste NASCAR kampioenschap dat in de Verenigde Staten gehouden wordt. Het seizoen startte op 14 februari met de Daytona 500 en eindigde op 20 november met de Atlanta Journal 500. Bill Elliott won het kampioenschap. De trofee rookie of the year werd uitgereikt aan Ken Bouchard.

## Races
Top drie resultaten, exhibitie- en kwalificatiewedstrijden staan niet vermeld.
| '  | Datum  | Race                         | Circuit                         | Winnaar         | Tweede          | Derde            |
| 1  | 14-feb | Daytona 500                  | Daytona International Speedway  | Bobby Allison   | Davey Allison   | Phil Parsons     |
| 2  | 21-feb | Pontiac Excitement 400       | Richmond International Raceway  | Neil Bonnett    | Ricky Rudd      | Richard Petty    |
| 3  | 6-mrt  | Goodwrench 500               | North Carolina Speedway         | Neil Bonnett    | Lake Speed      | Sterling Marlin  |
| 4  | 20-mrt | Motorcraft Quality Parts 500 | Atlanta Motor Speedway          | Dale Earnhardt  | Rusty Wallace   | Darrell Waltrip  |
| 5  | 27-mrt | TranSouth 500                | Darlington Raceway              | Lake Speed      | Alan Kulwicki   | Davey Allison    |
| 6  | 10-apr | Valleydale Meats 500         | Bristol Motor Speedway          | Bill Elliott    | Mark Martin     | Geoff Bodine     |
| 7  | 17-apr | First Union 400              | North Wilkesboro Speedway       | Terry Labonte   | Ricky Rudd      | Dale Earnhardt   |
| 8  | 24-apr | Pannill Sweatshirts 500      | Martinsville Speedway           | Dale Earnhardt  | Sterling Marlin | Bobby Hillin Jr. |
| 9  | 1-mei  | Winston 500                  | Talladega Superspeedway         | Phil Parsons    | Bobby Allison   | Geoff Bodine     |
| 10 | 29-mei | Coca-Cola 600                | Charlotte Motor Speedway        | Darrell Waltrip | Rusty Wallace   | Alan Kulwicki    |
| 11 | 5-jun  | Budweiser 500                | Dover International Speedway    | Bill Elliott    | Morgan Shepherd | Rusty Wallace    |
| 12 | 12-jun | Budweiser 400                | Riverside International Raceway | Rusty Wallace   | Terry Labonte   | Ricky Rudd       |
| 13 | 19-jun | Miller High Life 500         | Pocono Raceway                  | Geoff Bodine    | Michael Waltrip | Rusty Wallace    |
| 14 | 26-jun | Miller High Life 400         | Michigan International Speedway | Rusty Wallace   | Bill Elliott    | Terry Labonte    |
| 15 | 2-jul  | Firecracker 400              | Daytona International Speedway  | Bill Elliott    | Rick Wilson     | Phil Parsons     |
| 16 | 24-jul | AC Spark Plug 500            | Pocono Raceway                  | Bill Elliott    | Ken Schrader    | Davey Allison    |
| 17 | 31-jul | Talladega DieHard 500        | Talladega Superspeedway         | Ken Schrader    | Geoff Bodine    | Dale Earnhardt   |
| 18 | 14-aug | Budweiser At The Glen        | Watkins Glen International      | Ricky Rudd      | Rusty Wallace   | Bill Elliott     |
| 19 | 21-aug | Champion Spark Plug 400      | Michigan International Speedway | Davey Allison   | Rusty Wallace   | Bill Elliott     |
| 20 | 27-aug | Busch 500                    | Bristol Motor Speedway          | Dale Earnhardt  | Bill Elliott    | Geoff Bodine     |
| 21 | 4-sep  | Southern 500                 | Darlington Raceway              | Bill Elliott    | Rusty Wallace   | Dale Earnhardt   |
| 22 | 11-sep | Miller High Life 400         | Richmond International Raceway  | Davey Allison   | Dale Earnhardt  | Terry Labonte    |
| 23 | 18-sep | Delaware 500                 | Dover International Speedway    | Bill Elliott    | Dale Earnhardt  | Rusty Wallace    |
| 24 | 25-sep | Goody's 500                  | Martinsville Speedway           | Darrell Waltrip | Alan Kulwicki   | Rusty Wallace    |
| 25 | 9-okt  | Oakwood Homes 500            | Charlotte Motor Speedway        | Rusty Wallace   | Darrell Waltrip | Brett Bodine     |
| 26 | 16-okt | Holly Farms 400              | North Wilkesboro Speedway       | Rusty Wallace   | Phil Parsons    | Geoff Bodine     |
| 27 | 23-okt | AC Delco 400                 | North Carolina Speedway         | Rusty Wallace   | Ricky Rudd      | Terry Labonte    |
| 28 | 6-nov  | Checker 500                  | Phoenix International Raceway   | Alan Kulwicki   | Terry Labonte   | Davey Allison    |
| 29 | 20-nov | Atlanta Journal 500          | Atlanta Motor Speedway          | Rusty Wallace   | Davey Allison   | Mike Alexander   |

## Eindstand - Top 10
| 1  | Bill Elliott    | 4488 |
| 2  | Rusty Wallace   | 4464 |
| 3  | Dale Earnhardt  | 4256 |
| 4  | Terry Labonte   | 4007 |
| 5  | Ken Schrader    | 3858 |
| 6  | Geoff Bodine    | 3799 |
| 7  | Darrell Waltrip | 3764 |
| 8  | Davey Allison   | 3631 |
| 9  | Phil Parsons    | 3630 |
| 10 | Sterling Marlin | 3621 |